# C'est dur d'être un homme : Le Conseiller
Série C'est dur d'être un homme
C'est dur d'être un homme : L'Indécis
(1982) C'est dur d'être un homme : La Chanteuse
(1983)
Pour plus de détails, voir Fiche technique et Distribution.
C'est dur d'être un homme : Le Conseiller (男はつらいよ 花も嵐も寅次郎恋, Otoko wa tsurai yo: Hana mo arashi mo Torajirō) est un film japonais réalisé par Yōji Yamada et sorti en 1982. C'est le 30e film de la série C'est dur d'être un homme.

## Synopsis
À la suite d'une énième dispute avec sa famille à Shimabata, Tora-san repart en voyage d'affaires sur l'île de Kyūshū. Il établit ses quartiers dans un onsen où il a ses habitudes à Yufu, dans la préfecture d'Ōita. Il fait la connaissance de Saburō, un jeune homme timide venu de Tokyo avec les cendres de sa mère. Trente ans plus tôt, cette dernière travaillait comme femme de ménage dans cet onsen. Tora-san et M. Muta, le propriétaire se chargent d'organiser une cérémonie funéraire en son honneur. Keiko et son amie Yukari, deux jeunes clientes tokyoïtes sont invitées à y participer.
Après la mise en terre des cendres, Tora-san, Saburō, Keiko et Yukari passent la journée ensemble, puis les jeunes filles prennent un bateau pour continuer leur périple. Saburō avoue à Tora-san être tombé amoureux de Keiko, mais sa timidité l'a empêché de trouver les mots justes pour le lui dire. Il propose d'emmener Tora-san à Tokyo en voiture, de son côté, Tora-san accepte de jouer le rôle d'intermédiaire afin de rapprocher le jeune homme et la jeune fille.

## Fiche technique
- Titre : C'est dur d'être un homme : Le Conseiller[1]
- Titre original : 男はつらいよ 花も嵐も寅次郎 (Otoko wa tsurai yo: Hana mo arashi mo Torajirō?)
- Réalisation : Yōji Yamada
- Scénario : Yōji Yamada et Yoshitaka Asama
- Photographie : Tetsuo Takaha (ja)
- Montage : Iwao Ishii (ja)
- Musique : Naozumi Yamamoto
- Décors : Mitsuo Degawa
- Producteur : Kiyoshi Shimazu et Tetsuo Sao
- Société de production : Shōchiku
- Pays de production :  Japon
- Langue originale : japonais
- Format : couleur — 2,35:1 — 35 mm — son mono
- Genres : comédie dramatique ; romance
- Durée : 106 minutes[2] (métrage : huit bobines - 2 912 m[2])
- Dates de sortie :
  - Japon : 28 décembre 1982[2]

## Distribution
- Kiyoshi Atsumi : Torajirō Kuruma / Tora-san
- Chieko Baishō : Sakura Suwa, sa demi-sœur
- Masami Shimojō (ja) : Ryūzō Kuruma, son oncle
- Chieko Misaki (ja) : Tsune Kuruma, sa tante
- Gin Maeda (en) : Hiroshi Suwa, le mari de Sakura
- Hidetaka Yoshioka : Mitsuo Suwa, le fils de Sakura et de Hiroshi
- Yūko Tanaka : Keiko Ogawa
- Kenji Sawada : Saburō / Julie (rêve de Tora-san)
- Asao Uchida (ja) : Muta, le propriétaire de l'onsen
- Miyuki Kojima (ja) : Yukari, l'amie de Keiko
- Haruko Mabuchi (ja) : Kinuko Ogawa, la mère de Keiko
- Yukiji Asaoka : Momoe
- Akira Hitomi (ja) : le mari de Momoe
- Taiji Tonoyama : un prêtre
- Senri Sakurai (ja) : le gérant de la grande roue
- Ken Nakamoto (ja) : le géomètre du générique de début
- Ken Mitsuishi (ja) : l'adjoint du géomètre
- Hisao Dazai (ja) : Umetarō Katsura, le voisin imprimeur
- Gajirō Satō (ja) : Genko
- Chishū Ryū : Gozen-sama, le grand prêtre
- Troupe de dance du rêve de Tora-san : SKD Revue (ja)

## Distinctions

### Récompenses
- 1983 : Blue Ribbon Award du meilleur acteur pour Kiyoshi Atsumi[3]

### Nominations
- 1984 : prix de la meilleure actrice pour Yūko Tanaka aux Japan Academy Prize[4]